# Sam M. Russell
Sam Morris Russell (* 9. August 1889 bei Stephenville, Erath County, Texas; † 19. Oktober 1971 ebenda) war ein US-amerikanischer Politiker. Zwischen 1941 und 1947 vertrat er den Bundesstaat Texas im US-Repräsentantenhaus.

## Werdegang
Sam Russell besuchte die öffentlichen Schulen seiner Heimat sowie das John Tarleton College. Zwischen 1913 und 1918 war er Lehrer im Erath County. Außerdem betätigte er sich in der Landwirtschaft. Während des Ersten Weltkrieges diente er in den Jahren 1918 und 1919 in einer Maschinengewehreinheit der US Army. Nach einem anschließenden Jurastudium und seiner 1919 erfolgten Zulassung als Rechtsanwalt begann er in Stephenville in diesem Beruf zu arbeiten. Von 1914 bis 1928 war er in verschiedenen Positionen als Staatsanwalt tätig. Danach fungierte er von 1928 bis 1940 als Richter im 29. Gerichtsbezirk seines Staates.
Politisch war Russell Mitglied der Demokratischen Partei. Bei den Kongresswahlen des Jahres 1940 wurde er im 17. Wahlbezirk von Texas in das US-Repräsentantenhaus in Washington, D.C. gewählt, wo er am 3. Januar 1941 die Nachfolge von Clyde L. Garrett antrat. Nach zwei Wiederwahlen konnte er bis zum 3. Januar 1947 drei Legislaturperioden im Kongress absolvieren. Diese waren von den Ereignissen des Zweiten Weltkrieges und dessen Folgen geprägt.
1946 verzichtete Russell auf eine weitere Kandidatur. Nach dem Ende seiner Zeit im US-Repräsentantenhaus praktizierte er wieder als Anwalt. In den Jahren 1953 bis 1955 war er Bezirksvorsitzender der Demokraten in seiner texanischen Heimat. Er starb am 19. Oktober 1971 in Stephenville, wo er auch beigesetzt wurde.